# Col de la Fuenfría
Le col de la Fuenfría (en espagnol : Puerto de la Fuenfría) est un col de montagne de la sierra de Guadarrama qui relie les provinces espagnoles de Ségovie et de Madrid. Ce col de montagne a une altitude de 1 792 m et est situé entre les montagnes La Mujer Muerta (es) à l'ouest et Siete Picos (es) à l'est.